# Ompoly (folyó)
Ompoly (románul: Ampoi) folyó Romániában, Erdélyben. 
Az Erdélyi-középhegységben, az Erdélyi-érchegység keleti részén a Bucsony-hágó közelében ered és Gyulafehérvárnál a Marosba torkollik. A Maros jobb oldali mellékfolyója.
Folyása útvonalába esik többek között Zalatna, Ompolymező, Metesd és Gyulafehérvár.
Völgyében halad a 74-es országút.
A bányászat és fémfeldolgozás következtében vize jelentősen szennyezett nehézfémekkel (ólom, cink, réz, kadmium).

## Külső hivatkozások
- Túra az Ompoly völgyében Archiválva 2020. szeptember 30-i dátummal a Wayback Machine-ben – Képek